# Espectrometría de masas con acelerador

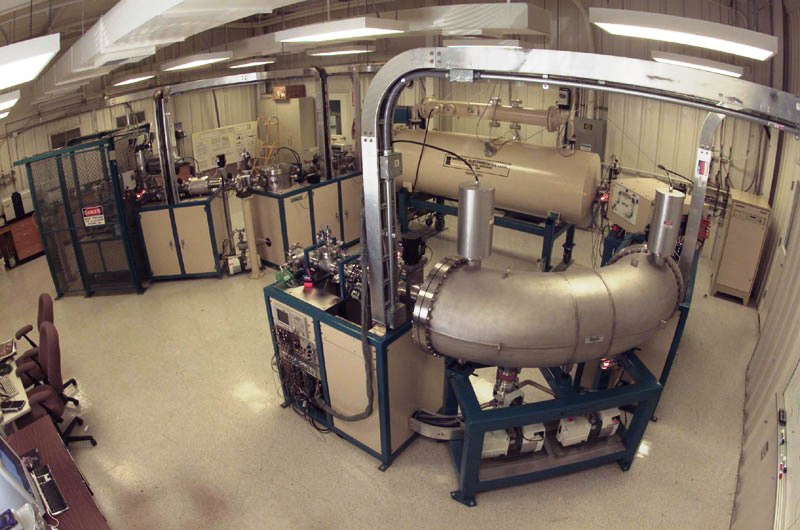
Espectrómetro de masas con acelerador en el Laboratorio Nacional Lawrence Livermore

La espectrometría de masas con acelerador (AMS) difiere de otras formas de espectrometría de masas en que acelera los iones hasta energías cinéticas extraordinariamente altas antes del análisis de masas. El punto fuerte del AMS entre los métodos de espectrometría de masas es su poder para separar un isótopo raro dentro de una masa abundante contigua ("sensibilidad a la abundancia", por ejemplo 14C a partir de 12C).
El método suprime completamente los isobaros moleculares y en muchos casos puede separar los isobaros atómicos (por ejemplo, 14N de 14C). Esto hace posible la detección de radioisótopos de larga duración, de origen natural, tales como 10Be, 36Cl, 26Al y 14C. Su abundancia isotópica típica varía de 10-12 a 10-18. El AMS puede superar a otras técnicas de conteo de decaimiento radiactivo de todos los isótopos en los que la vida media sea lo suficientemente larga.

## El método
En general, los iones negativos se crean (los átomos se ionizan) en una fuente de iones. En casos afortunados, esto ya permite la supresión de un isobaro no deseado, que no forma iones negativos (como 14N en el caso de las medidas de 14C). Los iones preacelerados suelen ser separados por un primer espectrómetro de masas de tipo sector magnético e ingresan en un "acelerador en tándem" electrostático. Este es un gran acelerador de partículas nucleares basado en el principio del Generador de Van de Graaff que opera de 0.2 a muchos millones de voltios con dos etapas operando en tándem para acelerar las partículas. 
En el punto de conexión entre las dos etapas, los iones cambian la carga de negativa a positiva al pasar a través de una capa delgada de materia ("cinta", ya sea gas o una delgada lámina de carbono). En esta etapa de paso por la cinta o "stripping" las moléculas se romperán.
La supresión completa de isobaros moleculares (por ejemplo, 13CH- en el caso de mediciones de 14C) es una de las razones de la excepcional "sensibilidad a la abundancia" del AMS. Además, el impacto elimina varios de los iones negativos, convirtiéndolos en iones de carga positiva. En la segunda mitad del acelerador, los iones cargados positivamente se aceleran lejos del centro altamente positivo del acelerador electrostático que anteriormente atraía a los iones negativos. Cuando los iones abandonan el acelerador, están cargados positivamente y se mueven a un cierto porcentaje de la velocidad de la luz. 
En una segunda etapa del espectrómetro de masas, los fragmentos de las moléculas se separan de los iones de interés.
Después de esta etapa solo quedan los iones, a menos que exista un isobaro estable (atómico) que forme iones negativos (por ejemplo, 36S si se mide 36Cl), que no se suprime en absoluto según la configuración descrita hasta ahora. 
Gracias a la alta energía de los iones, estos pueden separarse por métodos tomados de la física nuclear, como láminas degradadoras e imanes llenos de gas. Los iones individuales se detectan finalmente mediante conteo de iones individuales (con detectores de barrera de superficie de silicio, cámaras de ionización y/o detector de tiempo de vuelo). Gracias a la alta energía de los iones, estos detectores pueden proporcionar una identificación adicional de los isobaros de origen mediante la determinación de la carga nuclear.

### Generalizaciones
Lo anterior es solo un ejemplo. Hay otros métodos de lograr la AMS; sin embargo, todos ellos funcionan basados en la mejora de la selectividad y especificidad de las masas mediante la creación de altas energías cinéticas antes de la destrucción de la molécula mediante stripping, seguidas por el conteo de iones individuales.

## Historia
L.W. Álvarez y Robert Cornog de los Estados Unidos usaron por primera vez un acelerador como espectrómetro de masas en 1939 cuando emplearon un ciclotrón para demostrar que el 3He era estable; a partir de esta observación concluyeron de forma inmediata y correcta que el otro tritio isotópico de masa -3 era radiactivo. En 1977, inspirado por este trabajo Richard A. Muller en el Laboratorio Lawrence Berkeley reconoció que los aceleradores modernos podrían acelerar las partículas radiactivas a una energía donde las interferencias del medio podrían separarse usando técnicas de identificación de partículas. Publicó el artículo básico en Science mostrando cómo los aceleradores (ciclotrones y lineales) podrían usarse para la detección de tritio, radiocarbono (14C) y varios otros isótopos de interés científico, incluido el 10Be; también dio cuenta de la primera fecha exitosa de la obtención experimentalmente de radioisótopos con tritio (3H).
Su trabajo fue la inspiración directa para otros grupos que usaban ciclotrones (G. Raisbeck y F. Yiou, en Francia) y aceleradores lineales en tándem (D. Nelson, R. Korteling, W. Stott en McMaster). K. Purser y sus colegas también publicaron la detección exitosa de radiocarbono utilizando su tándem en Rochester. Poco después, los equipos de Berkeley y Francia informaron sobre la detección exitosa de 10Be, un isótopo ampliamente utilizado en geología. Pronto, la técnica del acelerador, ya que era más sensible por un factor de aproximadamente 1.000, prácticamente suplantó a los métodos más antiguos de "conteo de decaimiento" para estos y otros radioisótopos.

## Aplicaciones
Las aplicaciones son muchas. El AMS se emplea con mayor frecuencia para determinar la concentración de 14C, p.e. por los arqueólogos para la datación por radiocarbono. Se requiere un espectrómetro de masas con acelerador sobre otras formas de espectrometría de masas debido a la supresión insuficiente de los isobaros moleculares para resolver 13CH y 12CH2 del radiocarbono. Debido a la larga vida media de 14C, el conteo de decaimiento requiere muestras significativamente más grandes. 10Be, 26Al y 36Cl se utilizan para la datación por exposición a la superficie en geología. El 3H, 14C, 36Cl y 129I se usan como trazadores hidrológicos.
La espectrometría de masas con acelerador es ampliamente utilizada en la investigación biomédica. En particular, el 41Ca se ha utilizado para medir la resorción ósea en mujeres posmenopáusicas.